# 駒見駅
駒見駅（こまみえき）は、北海道（渡島支庁（現・渡島総合振興局））茅部郡鹿部村（現・鹿部町）駒見にあった大沼電鉄の駅（廃駅）である。

## 歴史
1929年（昭和4年）に大沼電鉄の大沼（後・大沼公園） - 新本別駅間の開業により新小川駅として開業したが、国鉄函館本線新線（通称：砂原線）開通に伴う不要不急線指定により大沼電鉄が全線廃止となり、1945年（昭和20年）に廃止となった。
1948年（昭和23年）に大沼電鉄の新銚子口 - 鹿部温泉（後・鹿部）間の再開業により、この駅も再度開業したが、大沼電鉄全線廃止により1952年（昭和27年）に再度廃止となった。

### 年表
- 1929年（昭和4年）1月5日 - 大沼（後・大沼公園） - 新本別駅間開業に伴い新小川として開業[1]。
- 1945年（昭和20年）6月1日 - 不要不急線指定による大沼電鉄廃止に伴い廃止。
- 1948年（昭和23年）1月16日 - 新銚子口駅 - 鹿部温泉駅間開通に伴い駒見駅として開業。
- 1952年（昭和27年）12月1日 - 新銚子口駅 - 鹿部駅間休止に伴いこの駅も休止。
- 1952年（昭和27年）12月25日 - 新銚子口駅 - 鹿部駅間廃止に伴いこの駅も廃止。

## 駅の周辺
- 駒ケ岳
- 大沼国際カントリークラブ
- 旧大沼第二発電所

## 隣の駅
大沼電鉄
大沼電鉄線
大沼公園駅 - 駒見駅 - 宮の浜駅